# Нерка. Рыба красная
«Нерка. Рыба красная» — документальный фильм Дмитрия Шпиленка, и Владислава Гришина. Мировая премьера состоялась в США в марте 2020 г.

## Сюжет
В фильме показан цикл жизни подвида тихоокеанского лосося, нерки, и угрозы его воспроизводству, которые исходят от человека. Рыбные ресурсы неисчерпаемы, в отличие от полезных ископаемых: рыба каждый год возвращается на нерест. Лососи, находясь в начале пищевой цепи, дают возможность существовать всем видам животных на полуострове, на добыче лосося строится экономика Камчатки. Авторы фильма показывают, что по вине человека даже неисчерпаемые ресурсы могут оказаться под угрозой.

## Идея фильма
Идея фильма принадлежит Тихону Шпиленку, благодаря которому удалось побороть браконьерство, процветавшее на Курильском озере в 1990—2000-е годы. Первоначально планировалось показать историю нерки, подвида тихоокеанского лосося, как вечного двигателя, обеспечивающего процветание всей Камчатки, подчеркнуть её значимость для экономики региона, всех животных полуострова и экосистемы. В декабре 2016 года Тихон Шпиленок ушел из жизни после тяжелой болезни. Его судьба тесно переплелась с судьбой дикого лосося Камчатки. В финальной версии фильма была затронута и история Тихона Шпиленка. Последние 10 лет жизни, будучи директором Кроноцкого заповедника, он выстраивал систему, которая бы позволила сохранить нерку и места её обитания.

## Съемки
Фильм вышел спустя 13 лет после появления идеи рассказать о диком лососе Камчатки. Съемки прервали 6 лет работы режиссёра и оператора Дмитрия Шпиленка в оперативной группе по задержанию браконьеров на Курильском озере. В фильм вошли фрагменты оперативной съемки, которые дают представление о масштабах проблемы незаконного рыбного промысла на Камчатке в 2000-е годы.

## Награды
Фильм был показан на более чем 168 кинофестивалях в 49 странах, удостоен 80 награды, среди которых:
- лучшая независимая работа — Green Screen International Wildlife Film Festival;
- гран-При Премия министра окружающей среды Чехии — EKOFILM film festival;
- лучший международный документальный фильм — Eurovision Palermo Film Festival;
- лучший фильм о природе — Canadian Cinematography Awards;
- лучший полнометражный документальный фильм — New York Movie Awards;
- лучший полнометражный фильм — Ireland Wildlife Film Festival;
- лучший документальный фильм — Florence Film Awards;
- лучший полнометражный документальный фильм — Los Angeles Movie Awards.

## Цитаты
«Нерка. Рыба красная» является одним из примеров того, как человек в гармонии с природой должен сделать все, чтобы обеспечить для будущих поколений сохранение природного богатства", — Вице-премьер Российской Федерации Дмитрий Чернышенко.
«Фильм для максимально широкой аудитории, каждый человек найдет в нём что-то свое. Я уверен, каждый зритель, увидев этот фильм, захочет вживую прикоснуться к этому чуду, посидеть на берегу реки, посмотреть на извержение гейзера, посмотреть, как меняется ландшафт в течение одного дня», — врио губернатора Камчатского края Владимир Солодов.
«Я очень рад, что нынешний фестиваль выиграл фильм, который не только помогает нам осознать хрупкое равновесие природных экосистем, от которых зависит наша жизнь, но и то, насколько может вторгаться в них человек. Виды драматической природы в разные сезоны года, детали размножения нерок или ловящие их медведи — эти кадры буквально захватывают дух», — министр окружающей среды Чешской республики Рихард Брабец.